# Nipe-Sagua-Baracoamassief
Het Nipe-Sagua-Baracoamassief is een bergachtig gebied in het oosten van Cuba. De breedste rivieren van het land banen zich hier een weg naar de zee.
Baracoa betekent :het land van de vele rivieren.

## Geografie
Het gebied strekt zich uit over de provincies Holguin, Guantanamo en Santiago de Cuba en ligt geheel in de Oriente. Het beslaat een gebied van ongeveer 187 km x 50 km. De hoogste toppen zijn de Pico Cristal (1231 m), de Pico el Gato (1176 m), de Pico del Toldo (1175 m) en de Sierra Purial (1059 m).
Er zijn drie parkgebieden van nationaal belang gevestigd: het Sierra Cristalpark (sinds 1933), het Alejandro de Humboldt nationaal park en het Cuchillas del Toa biosfeerreservaat.

## Hydrografie
Het bevat de stroomgebieden van Cuba's breedste rivieren: de Toa (130 km), de Sagua de Tánamo (112 km), de Mayarí (107 km) en de Oso de Cuba.(De langste rivier van Cuba is de Río Cauto).   